# Authadistis
Authadistis là một chi bướm đêm thuộc họ Noctuidae.